# 17 octobre 1907
Le jeudi 17 octobre 1907 est le 290e jour de l'année 1907.

## Naissances
- Adolphe Diagne (mort le 28 février 1985), officier du service de santé de l'armée française
- François Landon (mort le 22 avril 1997), pilote et dirigeant du sport automobile français
- Hedy Bienenfeld (morte le 24 septembre 1976), nageuse
- John Marley (mort le 22 mai 1984), acteur américain
- Marcel Barbu (mort le 7 novembre 1984), résistant et homme politique français

## Décès
- Émile Hélitas (né le 26 juillet 1843), haut-fonctionnaire français
- Gustav Zeuner (né le 30 novembre 1828), ingénieur allemand

## Événements
- bataille du détroit de Muhu. La Kaiserliche Marine l'emporte sur la Marine impériale russe
- Création de l'Atalanta Bergame